# Aphanisticus elongatus
Aphanisticus elongatus – gatunek chrząszcza z rodziny bogatkowatych i podrodziny Agrilinae. Zamieszkuje Europę, zachodnią część Azji i Afrykę Północną. Jest fitofagiem, żerującym na ciborowatych.

## Taksonomia
Gatunek ten opisany został po raz pierwszy w 1835 roku przez Antonia Villę i Giovanniego Battistę Villę.

## Morfologia

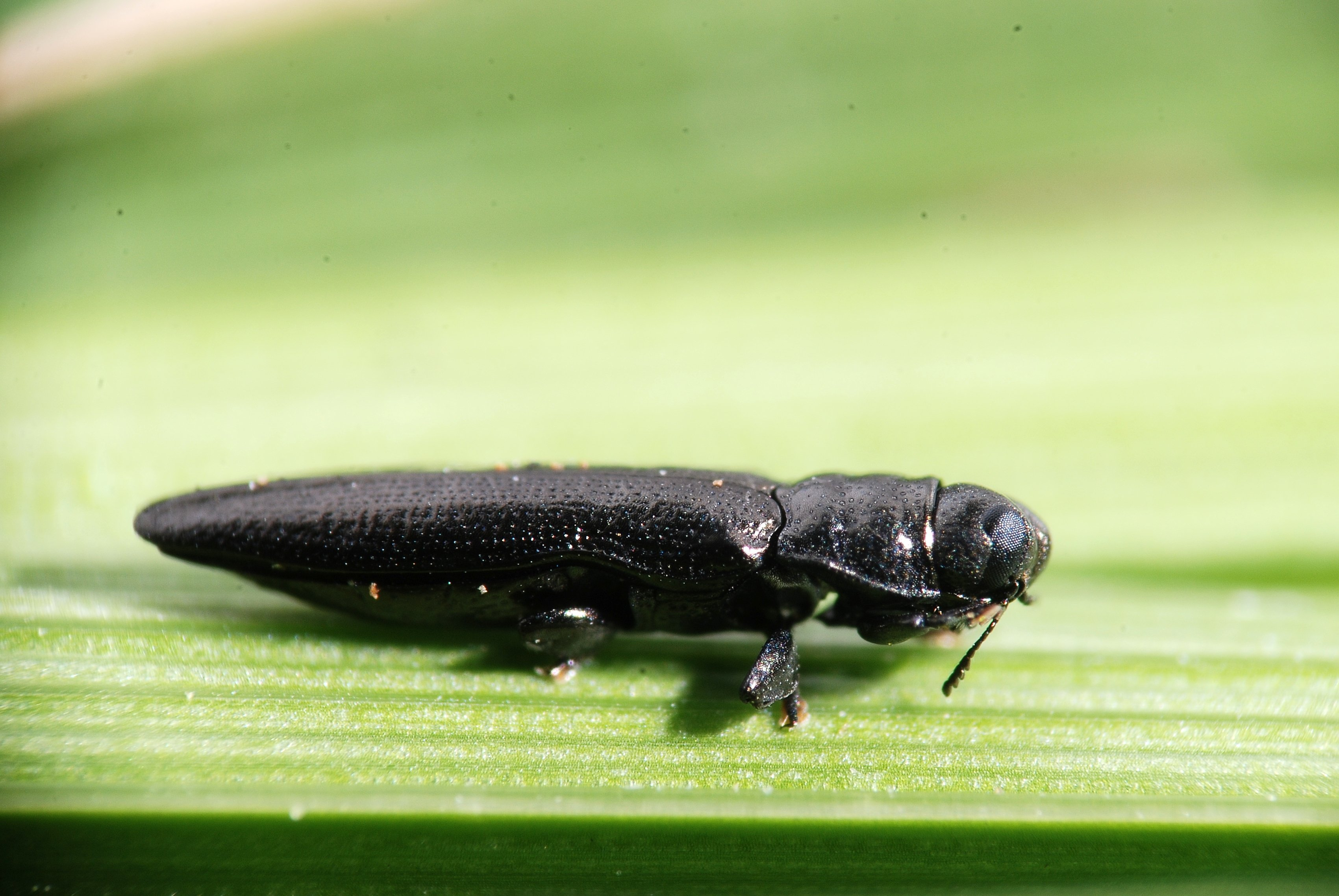
Imago, widok z boku

Chrząszcz o wydłużonym ciele długości od 2,7 do 4,5 mm, smuklejszym niż u A. pusillus, od 4,6 do 5,7 raza dłuższym niż szerokim, w obrysie o niemal równoległych bokach. Ubarwienie ma lśniąco czarne z bardzo słabym połyskiem brązowym. Głowa ma bardzo silnie wykształconą bruzdę środkową, umieszczone na przedniej powierzchni oczy i zwieńczone czteroczłonowymi, ząbkowanymi buławkami czułki. Przedplecze jest mniej więcej tak szerokie jak długie, w zarysie nieco sercowate, najszersze w przedniej ⅓, o lekko tylko zakrzywionych brzegach bocznych. Powierzchnia przedplecza jest słabo wysklepiona, zaopatrzona w wyraźną pośrodkową bruzdę poprzeczną i węższe niż u A. pusillus rowki boczne. Pokrywy są bardzo wąskie, o długości dochodzącej do czterokrotności wspólnej szerokości. Na powierzchni mają podłużne szeregi punktów. Wierzchołki pokryw są osobno wyokrąglone.

## Ekologia i występowanie
Owad ten zasiedla stanowiska wilgotne oraz suche stoki na nizinach i obszarach pagórkowatych. Wydaje na świat dwa pokolenia w ciągu roku. Larwy pierwszego rozwijają się w kwietniu i maju, drugiego zaś w lipcu i sierpniu. Jest oligofagiem przedstawicieli rodziny ciborowatych. Wśród roślin pokarmowych larw wymieniane są: marzyca czarniawa, turzyca dwustronna, turzyca najeżona, turzyca nibylisia, turzyca rozsunięta, turzyca ściśniona i turzyca zajęcza. Samica składa jaja zwykle do pochwy liściowej, rzadziej na łodydze, przy czym wybiera bardziej nasłonecznioną stronę rośliny. Zabezpieczane są one przy pomocy podłużnej kropli wydzieliny. Larwa żerując drąży wąski chodnik długości od 12 do 50 cm, na większości długości głęboki. Chodnik prawie przez całą długość skierowany jest ku dołowi, jedynie przed końcem zakręca ku górze. Wieńczy go komora, w której odbywa się przepoczwarczenie.
Gatunek palearktyczny, znany z Portugalii, Hiszpanii, Wielkiej Brytanii, Francji, Belgii, Holandii, Luksemburga, Niemiec, Szwajcarii, Austrii, Włoch, Czech, Słowacji, Węgier, Ukrainy, Mołdawii, Rumunii, Bułgarii, Słowenii, Chorwacji, Bośni i Hercegowiny, Serbii, Czarnogóry, Albanii, Macedonii Północnej, Grecji, europejskiej części Rosji, europejskiej i anatolijskiej części Turcji, Syrii, Zakaukazia oraz Afryki Północnej. Na „Czerwonej liście gatunków zagrożonych Republiki Czeskiej” umieszczony jest jako gatunek zagrożony wymarciem (EN).